# Gosnell
Gosnell – miasto w Stanach Zjednoczonych, w stanie Arkansas, w hrabstwie Mississippi.